# Katrine Koch Jacobsen
Katrine Koch Jacobsen (* 24. Juni 1999) ist eine dänische Leichtathletin, die sich auf den Hammerwurf spezialisiert hat und aktuell Inhaberin des Landesrekordes ist.

## Sportliche Laufbahn
Erste internationale Erfahrungen sammelte Katrine Koch Jacobsen im Jahr 2021, als sie bei den U23-Europameisterschaften in Tallinn mit einer Weite von 66,81 m auf Anhieb die Silbermedaille im Hammerwurf hinter der Deutschen Samantha Borutta gewann. Anschließend stellte sie in Leiria mit 68,44 m einen neuen Landesrekord auf. 2022 siegte sie mit 69,95 m bei der BoXX United Manchester World Athletics Continental Tour und schied anschließend bei den Weltmeisterschaften in Eugene mit 68,51 m in der Qualifikationsrunde aus. Daraufhin gelangte sie bei den Europameisterschaften in München mit 67,06 m auf Rang zehn. 2023 wurde sie bei der 2. Liga der Team-Europameisterschaft im Rahmen der Europaspiele in Chorzów mit 67,10 m Dritte und belegte dann bei den Weltmeisterschaften in Budapest mit einer Weite von 71,33 m den neunten Platz. Im Jahr darauf wurde sie bei den Europameisterschaften in Rom mit 70,57 m Fünfte, ehe sie bei den Olympischen Sommerspielen in Paris mit 71,65 m im Finale auf Rang zehn gelangte.
In den Jahren von 2020 bis 2024 wurde Koch Jacobsen dänische Meisterin im Hammerwurf.